# Бернини, Анна Мария
Анна Мария Бернини (итал. Anna Maria Bernini; род. 17 августа 1965, Болонья) — итальянский юрист и политик, министр без портфеля по европейской политике (2011).

## Биография
Родилась 17 августа 1965 года в Болонье, дочь юриста и политика Джорджо Бернини. С отличием окончила Болонский университет, затем преподавала Сравнительное конституционное право и занималась адвокатской практикой, специализируясь на гражданском и административном праве (в числе её клиентов были Лучано Паваротти и его жена Николетта Мантовани).
Входила в правление фонда Fondazione Farefuturo, основанного Джанфранко Фини и Адольфо Урсо, в 2008 году пришла в политику. Была избрана в Палату депутатов по списку Национального альянса, который вошёл в Народ свободы. В 2010 году в качестве лидера правоцентристской коалиции пошла на выборы президента региона Эмилия-Романья, но, получив 36 % голосов, проиграла борьбу кандидату левоцентристов, члену Демократической партии Васко Эррани.
27 июля 2011 года заняла в четвёртом правительстве Берлускони должность министра без портфеля по связям с Евросоюзом, остававшуюся вакантной с ноября 2010 года после отставки Андреа Ронки, но уже 16 ноября 2011 года правительство прекратило свои полномочия.
18 декабря 2011 года Анна Мария Бернини овдовела (её супруг, известный гинеколог Лучано Бовичелли, с которым она состояла в браке с 2003 года, скончался в возрасте 76 лет).
24 февраля 2013 года впервые избрана в Сенат Италии, а в ноябре того же года, после раскола партии «Народ свободы», осталась со сторонниками Берлускони в возрождённой партии Вперёд, Италия.
25 ноября 2013 года избрана заместителем лидера фракции в Сенате Паоло Романи.
4 марта 2018 года переизбрана в Сенат от многомандатного округа в Болонье по списку «Вперёд, Италия».
27 марта 2018 года возглавила партийную фракцию в Сенате.
22 октября 2022 года при формировании правительства Мелони Бернини получила портфель министра университетов и научных исследований.